# Shannon Dunn-Downing
Shannon Dunn-Downing (Arlington Heights, 26 november 1972) is een voormalig  snowboardster uit de Verenigde Staten. Ze vertegenwoordigde haar vaderland op de Olympische Winterspelen 1998 in Nagano en de Olympische Winterspelen 2002 in Salt Lake City. 

## Resultaten

### Snowboarden

#### Olympische Winterspelen
| Jaar | Plaats         | Resultaten  |
| ---- | -------------- | ----------- |
| 1998 | Nagano         | Halfpipe    |
| 2002 | Salt Lake City | 5e Halfpipe |

### Wereldbeker
Eindklasseringen
| Seizoen   | Algemeen          | Halfpipe           |
| --------- | ----------------- | ------------------ |
| 1997/1998 | 66e 125,00 punten | 26e 1000,00 punten |
| 1998/1999 | 67e 100,00 punten | 19e 800,00 punten  |
| 2000/2001 | 90e 67,00 punten  | 37e 600,00 punten  |

Wereldbekerzeges
| Datum            | Plaats             | Onderdeel |
| ---------------- | ------------------ | --------- |
| 13 december 1997 | Whistler Blackcomb | Halfpipe  |